# Giovanni Becciolini
Giovanni Becciolini (Firenze, 1899 – Firenze, 4 ottobre 1925) è stato un antifascista italiano, socialista e massone.

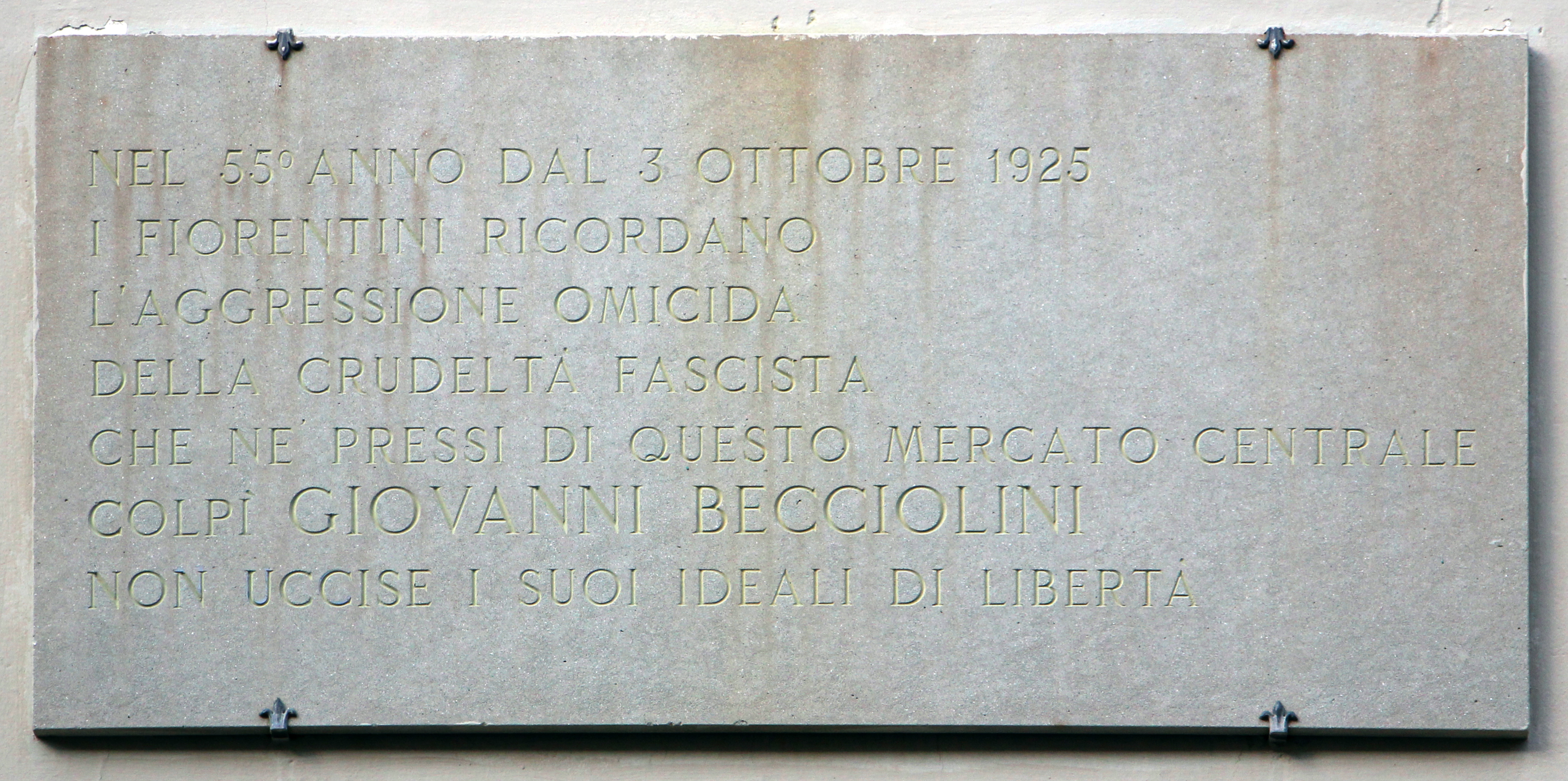
Lapide a a Firenze, in via dell'Ariento

Fu rapito e assassinato nella notte tra il 3 e 4 ottobre 1925 da una squadra fascista fiorentina, in quella che passò alla storia come la “notte di san Bartolomeo”. La sua uccisione è da ricondurre alla violenta rappresaglia scatenata a Firenze nell’ottobre del 1925 dalle squadre fasciste su ordine del ras del capoluogo toscano, Tullio Tamburini, in risposta all’uccisione del fascista Giovanni Luporini avvenuta nella notte tra il 27 e il 28 settembre durante un'altra spedizione punitiva nei confronti di alcuni appartenenti alla massoneria italiana, categoria tra le più odiate dal Luporini.

## Biografia
Becciolini nacque a Firenze nel 1899, da Alessandro Becciolini, un sacerdote, che si innamorò della cugina, Ernesta Becciolini, madre di Giovanni. Non ebbe un’infanzia facile, il bambino, infatti, dopo la nascita venne lasciato all’ “Istituto degli Innocenti”, l’orfanotrofio dei bambini abbandonati di Piazza Santissima Annunziata, a Firenze. Fu battezzato con il nome di Narsete. Quando il padre lo ritrovò, lo riportò con sé a Poggibonsi, in provincia di Siena, presso una famiglia di contadini che si impegnò a prendersi cura del piccolo. Fu, quindi, ri-battezzato, da suo padre, che gli diede il nome di Giovanni Becciolini, anche se, in paese, tutti lo credevano un orfano. A sei anni, i genitori naturali lo iscrissero all’Istituto Salesiano, considerate all’epoca le scuole più rinomate di Firenze. Giovanni si distinse da subito, dando onore ai genitori ed all’Istituto. Era precoce, per la sua età, e possedeva un’intelligenza vivace. Conosceva abbastanza bene il francese, lingua che insegnava anche ai compagni che spesso accorrevano da lui per chiedergli consigli. Era un ragazzo leale, stimato ed amato da tutti, che detestava gli spavaldi. Si innamorò di Louise, la figlia dei contadini che si erano occupati di lui, ma questo sentimento portò un grande dolore al giovane. Infatti, dopo aver conseguito la maturità, si accorse che suo padre, Alessandro, aveva sedotto Louise così come aveva fatto con sua madre Ernesta. Per questo motivo, ci fu una colluttazione con il padre, dalla quale ebbe la peggio e fuggì via in bicicletta, tentando il suicidio, tagliandosi le vene. Fortunatamente le ferite che si procurò non furono profonde e riuscì a salvarsi. In seguito, la famiglia di un suo caro amico lo aiutò a riprendersi ed a trovare un lavoro nelle Ferrovie dello Stato. Qui si impegnò con molta diligenza, tanto che fece una brillante, anche se breve, carriera. A 18 anni, infatti, pur inizialmente neutralista, si arruolò come volontario nel 84º Reggimento Fanteria a Firenze ed andò in prima linea in Trentino. Terminata la Grande Guerra, scelse di restare nell’esercito, con il grado di luogotenente e, a vent’anni, fu inviato in Africa del Nord, dove partecipò ad audaci azioni militari in Tripolitania. Per il coraggio dimostrato in azione, ricevette una medaglia al Valor Militare. Becciolini fu iniziato, nel 1922, nella Loggia “Galilei” di Firenze e nel 1925, quando fu ucciso, ricopriva il ruolo di segretario della celebre Loggia di Rito Simbolico italiano (RSI) “Lucifero” del Grande Oriente d’Italia (GOI).
Nel frattempo, Giovanni sposò Vincenza di Mauro con la quale ebbe un figlio, Bruno, ed un matrimonio troppo breve, ma basato su una profonda stima. La moglie, infatti, in un memoriale definì Giovanni “Un animo sensibile, intelligente ed amante della Libertà” che dimostrò sempre, pur nella sua breve vita (morì a soli 26 anni) di avere un carattere coraggioso e lontano dai compromessi. 

## Affiliazione massonica
Giovanni Becciolini fu iniziato, nel 1922, nella Loggia "Galilei" di Firenze e, nel 1925, era Segretario della celebre Loggia di Rito Simbolico italiano "Lucifero" del Grande Oriente d’Italia.

## L'omicidio Becciolini
Le vicende che portarono alla morte di Giovanni Becciolini ebbero origine dalla messa al bando della massoneria ad opera del regime fascista.

### Persecuzione antimassonica
La persecuzione antimassonica da parte del fascismo era iniziata già nel 1912, quando la rivista “L’Idea Nazionale” si era fatta promotrice di una sistematica campagna di diffamazione contro le Obbedienze Massoniche allora esistenti in Italia. Nel primo congresso fondativo del partito nazionale fascista, tenuto a Roma dal 7 all’11 novembre del 1921, la proposta di incompatibilità tra fascismo e Massoneria fu approvata per acclamazione. Tale incompatibilità fu ancor più fermamente sancita nella seduta del Gran Consiglio del Fascismo del 13 febbraio del 1923, in seguito alla quale, esplose la violenza contro i massoni e i templi massonici del Grande Oriente d’Italia.
L’atto formale finale di questa crescente ondata di persecuzioni si ebbe il 19 maggio del 1925 con l’approvazione, con 289 voti favorevoli e solo 4 contrari, da parte della Camera dei Deputati della legge sulla disciplina delle associazioni (“Sulla disciplina di associazioni, enti e istituti e sull’appartenenza ai medesimi del personale dipendente dallo Stato”), presentata da Mussolini e mirante soprattutto allo scioglimento della massoneria. Quindi il Senato approvò a sua volta il 20 novembre, con 208 voti favorevoli, 6 contrari e 21 astenuti, la legge liberticida, che venne poi promulgata il 26 novembre 1925 e per evitare inutili spargimenti di sangue e ulteriori violenze, il 22 novembre dello stesso anno, il Gran Maestro del Grande Oriente d’Italia, Domizio Torrigiani, senza attendere la promulgazione della Legge, ordinò l’autodissoluzione delle Logge italiane alla sua obbedienza e la “Rivista Massonica” dopo 54 anni di vita regolare cessò le pubblicazioni. La persecuzione antimassonica proseguì per tutto il periodo della dittatura, tanto che Mussolini, rivolgendosi a un gruppo di federali, disse: “I massoni che sono in sonno potrebbero risvegliarsi. Eliminandoli si è sicuri che dormiranno per sempre”.
Molti massoni, tra cui lo stesso Gran Maestro, intrapresero la via dell’esilio pur di non sottostare agli arbitrii e soprusi fascisti. Il 23 aprile del 1927 Torrigiani, di ritorno dall’esilio in Francia, fu arrestato ed inizialmente tradotto presso il Carcere di Regina Coeli e successivamente inviato al confino dapprima a Lipari, poi a Ponza.

### Notte di san Bartolomeo
La notte tra il 3 e 4 ottobre del 1925 è ricordata, specie tra i fiorentini, come la “notte di san Bartolomeo”. Essa rappresenta il culmine delle aggressioni e dei pestaggi contro i Liberi Muratori, iniziati in maniera eclatante, a Firenze, il 25 settembre dello stesso anno e tristemente replicati anche in varie parti d’Italia.
Tullio Tamburini, figura molto discussa e all’epoca ras del fascismo fiorentino, guidò gli squadristi della Legione, i quali già il 20 luglio avevano mostrato la loro solerzia con l’aggressione del rappresentante dell’Unione Nazionale, l’onorevole Giovanni Amendola, massone in sonno, avvenuta a Montecatini. Seguirono rappresagli e spedizioni punitive che culminarono nella notte tra il 3 e 4 ottobre 1925 nota come la “notte di san Bartolomeo” o il “pogrom”. Secondo quanto riportato da Gaetano Salvemini, a partire dalla notte del 25 settembre fino al 5 ottobre 1925, le squadracce fasciste fiorentine operarono una vera e propria “caccia all’uomo” contro gli appartenenti alla massoneria che si rivelò tra le azioni più atroci e criminose eseguite dai fascisti nel corso di quell’anno, saccheggiando abitazioni e negozi, aggredendo con efferata violenza decine di persone ed uccidendo probabilmente ben più delle quattro vittime annoverate ufficialmente. Tra queste, si ricorda, oltre a Giovanni Becciolini, l’ex deputato socialista e mutilato di guerra Gaetano Pilati e l’avvocato Gustavo Console. Nella “notte di san Bartolomeo” la villa del Gran Maestro del Grande Oriente d’Italia, Domizio Torrigiani, veniva data alle fiamme nella vicina San Baronto.
Le azioni criminose culminarono con l’assalto squadrista alla residenza di Napoleone Bandinelli, anziano Maestro Venerabile della Loggia “Lucifero”, dal quale i criminali fascisti speravano di ottenere informazioni sulla massoneria toscana. Becciolini, vicino di casa di Bandinelli, si precipitò a difenderlo e con coraggio gli consentì di mettersi in salvo, fuggendo sui tetti, mentre i fascisti cercavano di trascinarlo alla sede del fascio. A questo punto, Becciolini, rimasto nelle mani della squadraccia, fu accusato della morte di Giovanni Leporini, uno degli assaltatori rimasto ucciso da un colpo di pistola durante una colluttazione nel corso di una spedizione squadrista. In realtà, il responsabile di tale uccisione non fu mai individuato, sebbene fu addebitata a Becciolini, il quale, condotto nella sede del fascio, venne selvaggiamente seviziato. Dopo essere stato ricondotto presso l’abitazione di Bandinelli, fu massacrato presso i cancelli dei Mercati Centrali. Aveva solo 26 anni, e il suo cadavere, di cui era stato fatto scempio, fu esposto all’orrore della folla.
L'impressione suscitata dai fatti di Firenze fu enorme; ci fu la pubblica protesta del vescovo, il prefetto fu messo a riposo e il questore trasferito, ma nessuno dei responsabili, noti a tutti, venne arrestato. Il 5 ottobre con lo scopo di minimizzare la gravità dell'episodio e placare la situazione, si recò a Firenze il segretario del partito fascista Roberto Farinacci per volere di Benito Mussolini, il quale, ormai da tre anni al potere, non poteva consentire altri episodi del genere. Nonostante la visita di Farinacci, non venne preso nessun provvedimento nei confronti dei responsabili e solo nel maggio 1927 iniziò un processo, che peraltro vide l'assoluzione dei protagonisti.

## Riconoscimenti
- Sul luogo del feroce omicidio di Giovanni Becciolini, nei pressi dei mercati centrali di Firenze, nel 1980 è stata posta dal Comune di Firenze una lapide in ricordo del martirio.
- Il Comune di Firenze ha intitolato una strada a Giovanni Becciolini.
- Il 10 aprile 2015, nel Corso della Gran Loggia del GOI, alla presenza del figlio Bruno, Giovanni Becciolini è stato nominato Gran Maestro onorario alla memoria.
- La prima Loggia del Grande Oriente d’Italia dedicata al Giovanni Becciolini porta il titolo distintivo di R:. L:. “Giovanni Becciolini Coraggio e libertà”, nro. 1495 all’Oriente di Ravenna, le cui Colonne sono state innalzate il 20 dicembre 2015.
- Attualmente ci sono, nel Grande Oriente d’Italia, due Logge intitolate a Giovanni Becciolini.

## Ricorrenze
A partire dal 2016, il 4 ottobre di ogni anno, una delegazione del GOI e del RSI, ed in particolare, degli appartenenti alla Loggia “Giovanni Becciolini coraggio e libertà” nro. 1495 all’Oriente di Ravenna a lui intitolata, si reca presso la tomba di Giovanni Becciolini al cimitero di Trespiano (Firenze) per commemorare il suo martirio, rendendo omaggio al suo sacrificio.